# NGC 4901
NGC 4901 é uma galáxia espiral (S) localizada na direcção da constelação de Canes Venatici. Possui uma declinação de +47° 12' 22" e uma ascensão recta de 12 horas, 59 minutos e 56,3 segundos.
A galáxia NGC 4901 foi descoberta em 7 de Março de 1831 por John Herschel.